# Samson – Der Auserwählte, Der Verratene, Der Triumphator
Samson – Der Auserwählte, Der Verratene, Der Triumphator ist der Titel eines US-amerikanisch/südafrikanischen Spielfilms aus dem Jahr 2018. Erzählt wird darin die Geschichte des Richters Samson, wie sie im Buch der Richter im Alten Testament der Bibel nachzulesen ist.

## Handlung
Das Volk Israels wird von den Philistern und ihrem grausamen König Balek unterdrückt; die Philister verlangen immer höhere Steuern und Abgaben von Nahrungsmitteln. Samson ist ein junger Mann, der zusammen mit seinem Bruder Kaleb die Kornkammern der Feinde überfällt und sich so Feinde schafft, vor allem der junge ehrgeizige Prinz Rallah, der Sohn von König Balek, entwickelt sich zu Samsons größtem Gegenspieler. Samson ist aber auch ein Mann mit gewaltigen Körperkräften. Als Nasiräer darf er sich nicht sein Haupthaar schneiden, sonst würde ihm diese genommen. Er ist so stark, dass er auch im Stande ist, eine Löwin mit bloßen Händen zu töten.
Bei einem seiner Ausflüge in die Hauptstadt der Philister verliebt sich Samson in die junge Taren. Er weiß nicht, dass sie eine Hofdame am Hof von König Balek ist und im Dienst einer Adeligen namens Delila steht. Beide planen die Hochzeit. Auf der von den Philistern mit Argwohn akzeptierten Hochzeit stellt Samson Prinz Ralla ein Rätsel. Sollte dieser es lösen, würde er den Gästen 30 Festkleider schenken. Ralla bedroht Taren mit dem Tod, die schließlich die Lösung des Rätsels von Samson beschafft. Dieser, außer sich vor Wut, läuft in die Berge und tötet in einem Feldlager der Philister 30 Soldaten und gelangt so in den Besitz der 30 Festkleider. Auch bindet er die Schwänze von Füchsen aneinander und lässt diese mit brennenden Fackeln über die Felder der Philister laufen. Ralla, der nun keine Verwendung mehr für Taren hat, lässt diese umbringen, indem er sie von der Stadtmauer werfen lässt.
Ralla lässt Samsons Eltern festnehmen. Er droht mit deren Ermordung, wenn sich Samson nicht ergeben werde. Mit Seilen gebunden lässt sich Samson vorführen. Doch Ralla hält sich nicht an seine Abmachung und ermordet Samsons Vater. Gepackt vor Wut und Zorn zerreißt Samson die Seile, ergreift den Kinnbacken eines Esels und tötet 1000 Soldaten der Philister. Prinz Ralla lässt er verwundet weiterleben.
20 Jahre vergehen. Der Kampf Samsons gegen die Philister geht weiter. König Balek hat genug vom Kampf und trifft sich mit Samson. Er möchte einen Waffenstillstand vereinbaren, etwas, für das Ralla kein Verständnis zeigt. Unmittelbar darauf stirbt Balek an einem Herzinfarkt und Ralla ist nun König der Philister.
Ralla lässt die Hofdame Delila Vertrauen zu Samson suchen, die schließlich den Grund für dessen Stärke herausfinden kann. Samson werden daraufhin die Haare geschoren und er wird geblendet ins Gefängnis geworfen. Bei einem Fest zu Ehren des Gottes Dagon soll der besiegte Feind Samson noch einmal gedemütigt werden. Doch Samson erbittet noch einmal das Vertrauen Gottes und zerstört die Säulen des Tempels, in dem das Fest stattfindet. Ralla, Delila, Dutzende Philister aber auch er selbst finden den Tod.

## Hintergrundinformationen
Die Dreharbeiten des Films fanden in Stellenbosch und Kapstadt in Südafrika statt. Es ist – abgesehen vom Episodenfilm Gideon und Samson – der erste Film, der im Titel auf den Zusatz „...und Delila“ verzichtet.

## Kritik
Das Lexikon des internationalen Films vergibt einen halben von fünf möglichen Sternen. Es kritisiert, dass der Film den „Protagonisten als eine Art christlichen Superhelden verstanden wissen will. Um dies überzeugend filmisch umzusetzen, fehlt es jedoch allerorten an Talent, insbesondere in der amateurhaften Inszenierung, dem Billig-Look und einem öden Drehbuch. Ohne Gespür für eine Ausdifferenzierung der theologisch zwiespältig interpretierten Samson-Figur, erschöpft sich der Film in einer simplen Bebilderung brachialer Taten.“